# Hoàng Dương
Hoàng Dương (1933-2017), tên đầy đủ Ngô Hoàng Dương, là một nhạc sĩ Việt Nam. Ông vốn là con trai của nhà văn danh nhân văn hoá Trúc Khê Ngô Văn Triện. Hoàng Dương cũng là một nghệ sĩ đàn cello, ông là người có công đầu xây dựng bộ môn cello và khoa đàn dây Nhạc viện Hà Nội. Cố nhạc sĩ Hoàng Dương đã nhận được các danh hiệu nghệ sĩ ưu tú, phó giáo sư.
Ông qua đời ngày 30 tháng 1 năm 2017 (tức ngày 3 Tết Đinh Dậu) tại Hà Nội, hưởng thọ 84 tuổi.

## Tác phẩm
Ông viết nhiều tác phẩm khí nhạc như sonatine Hát ru (violon), Mơ về trái núi Thiên Thai (cello và piano), Tiếng hát sông Hương (cello và dàn nhạc)...
Hoàng Dương viết không nhiều ca khúc. Hai bài Hướng về Hà Nội và Tiếc thu là nổi tiếng quen thuộc hơn cả.
- Hướng về Hà Nội
- Chiều cuối năm
- Tiếc thu
- Ôi giấc mơ xưa
- Như sóng trùng dương
- Tình ca

Ngoài ra Hoàng Dương còn viết lời cho một số ca khúc của Hoàng Trọng:
- Nhạc sầu tương tư
- Tiếng mưa rơi
- Vui cảnh mùa hè[1]